# Zeidora
Zeidora là một chi ốc biển, là động vật thân mềm chân bụng sống ở biển trong họ Fissurellidae.

## Các loài
Các loài trong chi Zeidora gồm có:
- Zeidora bigelowi Pérez Farfante, 1947[2]
- Zeidora milerai Espinosa, Ortea & Fernandez-Garces, 2004[3]
- Zeidora naufraga Watson, 1883[4]
- Zeidora neritica Espinosa, Ortea & Fernandez-Garces, 2004[5]